# Yohl Ik’nal
Yohl Ik’nal (ur. ?, zm. 4 listopada 604 roku) – majańska królowa miasta Palenque i następczyni Kan Bahlama I. Panowała w latach 583–604.

## Życiorys
Jej data urodzenia pozostaje nieznana, ale prawdopodobnie była córką poprzedniego władcy Kan Bahlama I. Mogła się więc urodzić ok. 545–555 roku. Tron objęła 23 grudnia 583 roku i stała się pierwszą królową władającą Palenque oraz jedną z niewielu kobiet w historii Majów posiadających królewski tytuł. Okoliczności jej wstąpienia na tron nie są znane, ale musiały być szczególne, gdyż władcami zostawali zwykle mężczyźni. Ponadto obecność kobiety na tronie oznaczała problemy z dziedziczeniem, a tym samym prawowitością linii królewskiej. Badacze sądzą, że Kan Bahlam I nie posiadał męskiego potomka ani brata, dlatego to Yohl Ik’nal została nową władczynią. Jej mężem lub synem był Janaab Pakal.
W tekstach ze Świątyni Inskrypcji wspomniane są dwa istotne wydarzenia mające miejsce za jej panowania. Pierwszym były obchody końca k’atuna 9.8.0.0.0 z 20 sierpnia 593 roku, a drugim porażka w bitwie z Kaan (Calakmul) – jednym z dwóch potężnych ośrodków majańskich okresu klasycznego. W wyniku tej klęski wrogie jednostki wkroczyły do miasta i poważnie je zniszczyły. Po tym wydarzeniu Yohl Ik’nal utrzymała swoją polityczną tożsamość, ale prawdopodobnie musiała złożyć hołd władcy Kaan. Istnieją przesłanki wskazujące na to, że przed 611 rokiem ona lub jej następca z powodzeniem zbuntowali się przeciwko najeźdźcom.
Inskrypcje mówią też o tym, że 16 maja 603 roku nastąpił jeszcze atak ze strony Bonampak, jednakże najpewniej był to jednorazowy incydent wykorzystujący osłabienie miasta, niż próba jego podbicia.
Zmarła 4 listopada 604 roku, a dwa miesiące później na tron wstąpił jej następca i być może syn Ajen Yohl Mat. Na sarkofagu Pakala Wielkiego jej wizerunek przedstawiono dwukrotnie, co świadczy o tym, że cieszyła się dużym szacunkiem swoich następców.

## Pochówek
Amerykańska archeolog Merle Greene Robertson badająca kulturę Majów zasugerowała, że grobowiec Yohl Ik’nal może znajdować się w tzw. Świątyni XX w Palenque. Według innej hipotezy spoczywa tam pierwszy władca miasta K’uk’ Bahlam I, ale z powodu złego stanu budowli, grobowca dotychczas nie otwarto.